# Ronald Araújo
Ronald Federico Araújo da Silva (Rivera, 7 marzo 1999) è un calciatore uruguaiano, difensore del Barcellona e della nazionale uruguaiana.

## Biografia
Nato a Rivera, sua madre è brasiliana.

## Caratteristiche tecniche
Considerato tra i migliori difensori al mondo, è un difensore centrale dotato di buona velocità, forte fisicamente e bravo nell'uno-contro-uno.

## Carriera

### Club

#### Rentistas e Boston River
Cresciuto nelle giovanili del Rentistas, ha esordito in prima squadra il 24 settembre 2016 in occasione del match di campionato vinto 1-0 contro il Tacuarembó. Segna il suo primo gol con un rigore sconfiggendo per 5-2 l'Oriental, ed è autore di una tripletta sconfiggendo per 3-2 il Villa Española. Nel 2017 viene ceduto al Boston River.

#### Barcellona
Il 29 agosto 2018 viene acquistato dal Barcellona. Dopo avere trascorso la stagione 2018-2019 nella squadra B, l'anno successivo viene aggregato in alcune occasioni alla prima squadra, venendo pure inserito in lista Champions. Il 6 ottobre dello stesso anno debutta con la prima squadra (oltre che in Liga) nel successo per 4-0 contro il Siviglia, rimpiazzando al 73' Jean-Clair Todibo, venendo tuttavia espulso all'87'. Al rientro dal lockdown viene convocato stabilmente in prima squadra, debuttando dal 1' in occasione della sfida vinta 0-4 contro il Maiorca.
L'anno successivo diventa membro stabile della prima squadra, trovando più spazio come titolare della retroguardia dei catalani e debuttando pure in Champions League il 20 ottobre 2020 nel successo per 5-1 contro il Ferencváros. Nonostante dei problemi fisici ne abbiano limitato l'utilizzo, il 19 dicembre 2020 realizza la sua prima rete con i blaugrana nel pareggio interno per 2-2 contro il Valencia.
Autore di buone prestazioni anche nella stagione successiva, il 20 settembre 2021 segna un gol decisivo nel pareggio interno per 1-1, valido per il campionato, contro il Granada. Rimasto in blaugrana anche nelle stagioni seguenti, il 14 maggio 2023 si laurea per la prima volta campione di Spagna, in seguito alla vittoria per 4-2 nel derby contro l'Espanyol. Nella Champions League, ai quarti di finale, Araújo viene espulso per un fallo nel primo tempo contro il Paris Saint-Germain, e con un uomo in meno il Barcellona perde per 4-1 in rimonta venendo eliminato dal campionato continentale.

### Nazionale
Dopo avere rappresentato le selezioni giovanili under-18 e under-20 dell'Uruguay (con quest'ultima ha pure disputato i Mondiali di categoria nel 2019), Il 13 ottobre 2020 debutta in nazionale maggiore nella sconfitta 4-2 contro l'Ecuador.
Realizza la sua prima rete per la celeste nel successo per 0-2 in casa dell'Argentina.

## Statistiche

### Presenze e reti nei club
Statistiche aggiornate al 6 maggio 2025.
| Stagione            | Squadra             | Campionato          | Campionato | Campionato | Coppe nazionali | Coppe nazionali | Coppe nazionali | Coppe continentali | Coppe continentali | Coppe continentali | Altre coppe | Altre coppe | Altre coppe | Totale | Totale | Totale |
| Stagione            | Squadra             | Comp                | Pres       | Reti       | Comp            | Pres            | Reti            | Comp               | Pres               | Reti               | Comp        | Pres        | Reti        | Pres   | Reti   |        |
| ------------------- | ------------------- | ------------------- | ---------- | ---------- | --------------- | --------------- | --------------- | ------------------ | ------------------ | ------------------ | ----------- | ----------- | ----------- | ------ | ------ | ------ |
| 2016                | Rentistas           | SD                  | 3          | 1          |                 | -               | -               |                    | -                  | -                  |             | -           | -           | 3      | 1      |        |
| 2017                | Rentistas           | SD                  | 14         | 6          |                 | -               | -               |                    | -                  | -                  |             | -           | -           | 14     | 6      |        |
| Totale Rentistas    | Totale Rentistas    | Totale Rentistas    | 17         | 7          |                 | -               | -               |                    | -                  | -                  |             | -           | -           | 17     | 7      |        |
| 2017                | Boston River        | PD                  | 9          | 0          |                 | -               | -               |                    | -                  | -                  |             | -           | -           | 9      | 0      |        |
| 2018                | Boston River        | PD                  | 18         | 0          |                 | -               | -               | CS                 | 4                  | 0                  |             | -           | -           | 22     | 0      |        |
| Totale Boston River | Totale Boston River | Totale Boston River | 27         | 0          |                 | -               | -               |                    | 4                  | 0                  |             | -           | -           | 31     | 0      |        |
| 2018-2019           | Barcellona B        | SDB                 | 22         | 3          |                 | -               | -               |                    | -                  | -                  |             | -           | -           | 22     | 3      |        |
| 2019-2020           | Barcellona B        | SDB                 | 20+2       | 3+0        |                 | -               | -               |                    | -                  | -                  |             | -           | -           | 22     | 3      |        |
| Totale Barcellona B | Totale Barcellona B | Totale Barcellona B | 44         | 6          |                 | -               | -               |                    | 0                  | 0                  |             | -           | -           | 44     | 6      |        |
| 2019-2020           | Barcellona          | PD                  | 6          | 0          | CR              | 0               | 0               | UCL                | 0                  | 0                  | -           | -           | -           | 6      | 0      |        |
| 2020-2021           | Barcellona          | PD                  | 24         | 2          | CR              | 4               | 0               | UCL                | 3                  | 0                  | SS          | 2           | 0           | 33     | 2      |        |
| 2021-2022           | Barcellona          | PD                  | 30         | 4          | CR              | 2               | 0               | UCL+UEL            | 5+5                | 0                  | SS          | 1           | 0           | 43     | 4      |        |
| 2022-2023           | Barcellona          | PD                  | 22         | 0          | CR              | 4               | 1               | UCL+UEL            | 1+2                | 0                  | SS          | 2           | 0           | 31     | 1      |        |
| 2023-2024           | Barcellona          | PD                  | 25         | 1          | CR              | 2               | 0               | UCL                | 8                  | 0                  | SS          | 2           | 0           | 37     | 1      |        |
| 2024-2025           | Barcellona          | PD                  | 10         | 1          | CR              | 4               | 0               | UCL                | 8                  | 1                  | SS          | 1           | 0           | 23     | 2      |        |
| Totale Barcellona   | Totale Barcellona   | Totale Barcellona   | 117        | 8          |                 | 16              | 1               |                    | 32                 | 1                  |             | 8           | 0           | 173    | 10     |        |
| Totale carriera     | Totale carriera     | Totale carriera     | 205        | 21         |                 | 16              | 1               |                    | 36                 | 1                  |             | 8           | 0           | 265    | 23     |        |

### Cronologia presenze e reti in nazionale
| Cronologia completa delle presenze e delle reti in nazionale ― Uruguay | Cronologia completa delle presenze e delle reti in nazionale ― Uruguay | Cronologia completa delle presenze e delle reti in nazionale ― Uruguay | Cronologia completa delle presenze e delle reti in nazionale ― Uruguay | Cronologia completa delle presenze e delle reti in nazionale ― Uruguay | Cronologia completa delle presenze e delle reti in nazionale ― Uruguay | Cronologia completa delle presenze e delle reti in nazionale ― Uruguay | Cronologia completa delle presenze e delle reti in nazionale ― Uruguay |
| Data                                                                   | Città                                                                  | In casa                                                                | Risultato                                                              | Ospiti                                                                 | Competizione                                                           | Reti                                                                   | Note                                                                   |
| ---------------------------------------------------------------------- | ---------------------------------------------------------------------- | ---------------------------------------------------------------------- | ---------------------------------------------------------------------- | ---------------------------------------------------------------------- | ---------------------------------------------------------------------- | ---------------------------------------------------------------------- | ---------------------------------------------------------------------- |
| 13-10-2020                                                             | Quito                                                                  | Ecuador                                                                | 4 – 2                                                                  | Uruguay                                                                | Qual. Mondiali 2022                                                    | -                                                                      |                                                                        |
| 5-9-2021                                                               | Montevideo                                                             | Uruguay                                                                | 4 – 2                                                                  | Bolivia                                                                | Qual. Mondiali 2022                                                    | -                                                                      | 67’                                                                    |
| 9-9-2021                                                               | Montevideo                                                             | Uruguay                                                                | 1 – 0                                                                  | Ecuador                                                                | Qual. Mondiali 2022                                                    | -                                                                      |                                                                        |
| 7-10-2021                                                              | Montevideo                                                             | Uruguay                                                                | 0 – 0                                                                  | Colombia                                                               | Qual. Mondiali 2022                                                    | -                                                                      | 46’                                                                    |
| 10-10-2021                                                             | Buenos Aires                                                           | Argentina                                                              | 3 – 0                                                                  | Uruguay                                                                | Qual. Mondiali 2022                                                    | -                                                                      | 75’                                                                    |
| 27-1-2022                                                              | Asunción                                                               | Paraguay                                                               | 0 – 1                                                                  | Uruguay                                                                | Qual. Mondiali 2022                                                    | -                                                                      | 22’                                                                    |
| 1-2-2022                                                               | Montevideo                                                             | Uruguay                                                                | 4 – 1                                                                  | Venezuela                                                              | Qual. Mondiali 2022                                                    | -                                                                      |                                                                        |
| 24-3-2022                                                              | Montevideo                                                             | Uruguay                                                                | 1 – 0                                                                  | Perù                                                                   | Qual. Mondiali 2022                                                    | -                                                                      |                                                                        |
| 29-3-2022                                                              | Santiago del Cile                                                      | Cile                                                                   | 0 – 2                                                                  | Uruguay                                                                | Qual. Mondiali 2022                                                    | -                                                                      |                                                                        |
| 2-6-2022                                                               | Glendale                                                               | Messico                                                                | 0 – 3                                                                  | Uruguay                                                                | Amichevole                                                             | -                                                                      | 30’                                                                    |
| 11-6-2022                                                              | Montevideo                                                             | Uruguay                                                                | 5 – 0                                                                  | Panama                                                                 | Amichevole                                                             | -                                                                      | 62’                                                                    |
| 23-9-2022                                                              | Sankt Pölten                                                           | Iran                                                                   | 1 – 0                                                                  | Uruguay                                                                | Amichevole                                                             | -                                                                      | 5’                                                                     |
| 13-10-2023                                                             | Barranquilla                                                           | Colombia                                                               | 2 – 2                                                                  | Uruguay                                                                | Qual. Mondiali 2026                                                    | -                                                                      |                                                                        |
| 17-10-2023                                                             | Montevideo                                                             | Uruguay                                                                | 2 – 0                                                                  | Brasile                                                                | Qual. Mondiali 2026                                                    | -                                                                      | 10’                                                                    |
| 16-11-2023                                                             | Buenos Aires                                                           | Argentina                                                              | 0 – 2                                                                  | Uruguay                                                                | Qual. Mondiali 2026                                                    | 1                                                                      |                                                                        |
| 21-11-2023                                                             | Montevideo                                                             | Uruguay                                                                | 3 – 0                                                                  | Bolivia                                                                | Qual. Mondiali 2026                                                    | -                                                                      |                                                                        |
| 23-6-2024                                                              | Miami Gardens                                                          | Uruguay                                                                | 3 – 1                                                                  | Panama                                                                 | Coppa America 2024 - 1º turno                                          | -                                                                      | 46’                                                                    |
| 27-6-2024                                                              | East Rutherford                                                        | Uruguay                                                                | 5 – 0                                                                  | Bolivia                                                                | Coppa America 2024 - 1º turno                                          | -                                                                      |                                                                        |
| 1-7-2024                                                               | Kansas City                                                            | Stati Uniti                                                            | 0 – 1                                                                  | Uruguay                                                                | Coppa America 2024 - 1º turno                                          | -                                                                      |                                                                        |
| 6-7-2024                                                               | Paradise                                                               | Uruguay                                                                | 0 – 0 (4 – 2 dtr)                                                      | Brasile                                                                | Coppa America 2024 - Quarti di finale                                  | -                                                                      | 33’                                                                    |
| 6-9-2024                                                               | Montevideo                                                             | Uruguay                                                                | 0 – 0                                                                  | Paraguay                                                               | Qual. Mondiali 2026                                                    | -                                                                      |                                                                        |
| 21-3-2025                                                              | Montevideo                                                             | Uruguay                                                                | 0 – 1                                                                  | Argentina                                                              | Qual. Mondiali 2026                                                    | -                                                                      |                                                                        |
| 5-6-2025                                                               | Asunción                                                               | Paraguay                                                               | 2 – 0                                                                  | Uruguay                                                                | Qual. Mondiali 2026                                                    | -                                                                      |                                                                        |
| 10-6-2025                                                              | Montevideo                                                             | Uruguay                                                                | 2 – 0                                                                  | Venezuela                                                              | Qual. Mondiali 2026                                                    | -                                                                      | 45+1’                                                                  |
| Totale                                                                 |                                                                        | Presenze                                                               | 24                                                                     |                                                                        | Reti                                                                   | 1                                                                      |                                                                        |

## Palmarès

### Club
- Coppa di Spagna: 2

Barcellona: 2020-2021, 2024-2025
- Supercoppa di Spagna: 2

Barcellona: 2023, 2025
- Campionato spagnolo: 2

Barcellona: 2022-2023,  2024-2025